# Billaea ovata
Billaea ovata là một loài ruồi trong họ Tachinidae.